# Nazianze
Nazianze, Naziance ou Nazianzus, naguère Niziance, est une ancienne ville de Cappadoce, patrie de Grégoire de Nazianze. Elle est un ancien évêché. Le site de Nazianze est identifié comme le village de Bekarlar appelé aussi Bekar et Nenezi situé au pied du volcan Nenezi Daği (environ 1 700 m).

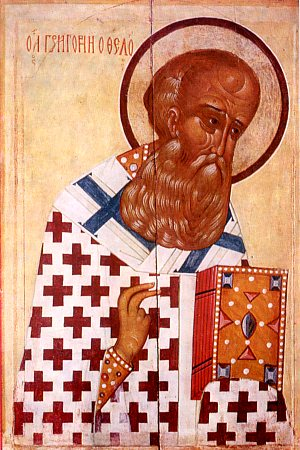
Grégoire de Nazianze.